# Teaterhögskolan i Malmö

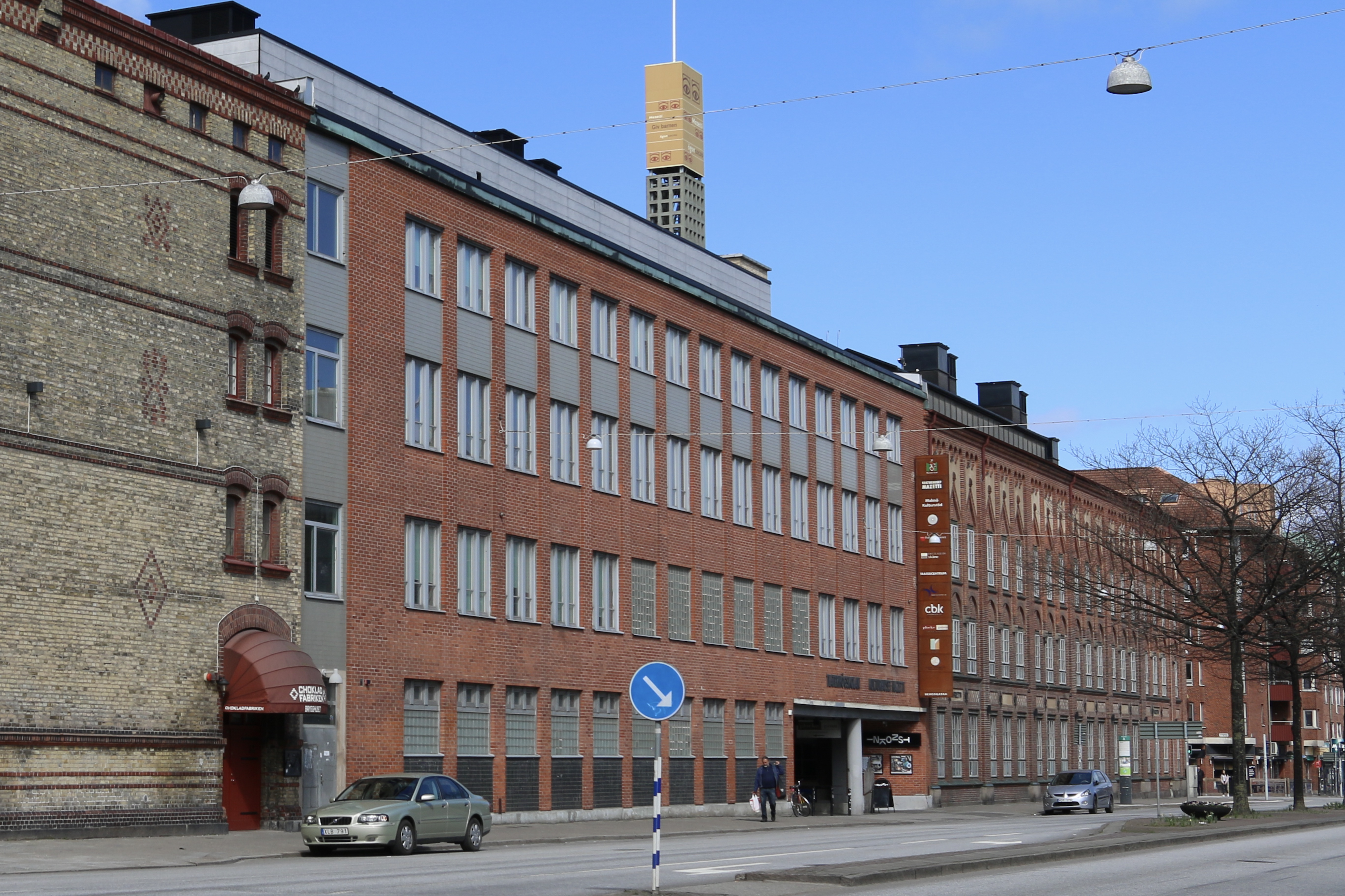
Teaterhögskolan.

Teaterhögskolan i Malmö är en scenskola och institution vid Lunds universitet, med lokaler i Malmö. Teaterhögskolan utbildar skådespelare och dramatiker. Skolan är en av fyra teaterhögskolor i Sverige. Åren 1964–1986 hette skolan Statens scenskola i Malmö.
Konstnärliga fakulteten i Malmö är en av åtta fakulteter inom Lunds universitet och innehåller utöver Teaterhögskolan även Konsthögskolan, Musikhögskolan, experimentlaboratoriet Inter Arts Center och Körcentrum Syd. Vid konstnärliga fakulteten finns kandidat-, magister- och mastersprogram, forskarutbildning och forskning med konstnärlig inriktning.

## Historik
Skådespelarutbildningen i Malmö startade 1944 som elevskolan vid Malmö Stadsteater samma år som teatern invigdes. Det var en invigning som drog till sig stor uppmärksamhet i media, främst genom att ett teaterhus med norra Europas största salong öppnade mitt under andra världskriget. Just Elevskolan fick inte lika mycket uppmärksamhet utan nämndes främst på styrelsenivå men bara utifrån ekonomiska frågor. 
Syftet med elevskolan var framför allt att rekrytera nya skådespelare till teatern, att driva en egen "plantskola". Men med tanke på att förutsättningarna inte var de bästa samt att ekonomin redan från starten var minimal så framstår verksamheten som ett envist pionjärarbete. Det fanns inga speciella undervisningslokaler och utbildningen, vars utbildningsnivå var ifrågasatt, varade bara under två år 
Skolan fick ett uppsving från 1952 då Ingmar Bergman kom till Malmö Stadsteater och engagerade sig i elevskolan. Han skrev särskilda övningspjäser som Trämålning, som han senare separat vidareutvecklade till den klassiska filmen Det sjunde inseglet. Bland annat Bergmans fleråriga verksamhet vid teatern gjorde att intresset för teatern och skolan ökade, både det mediala och antalet ansökningar till skolan.
1964 ombildades Stadsteaterns elevskola utifrån samme Bergmans initiativ, då han blivit chef för Dramaten i Stockholm och önskade frigöra Dramatens elevskola till en fristående scenskola. Därmed bildades Statens scenskola i såväl Stockholm, som Göteborg och Malmö. 
I samband med högskolereformen 1977 inordnades skådespelarutbildningen i Lunds universitet och den statliga Scenskolan blev 1986 slutligen formellt dagens Teaterhögskola. 

## Lokalisering
Idag finns Teaterhögskolan i Malmö inrymd i Mazettihusets stora kulturkomplex vid Bergsgatan, dit den flyttade 2007 från sin tidigare hörnbyggnad på Stora Nygatan, granne med köpcentret Hansa. Efter att tidigare år ha fått använda olika scener i staden för sina föreställningar – framför allt Södra teatern, Victoriateatern och från 1980-talet den egna Teater Fontänen vid Fridhemstorget – fick man med flytten en egen scen i direkt anslutning till övriga lokaler i och med nuvarande Bryggeriteatern.

## Utbildningar
- Konstnärligt kandidatprogram i skådespelarkonst: Utbildningen har följt med sedan starten 1944 och utbildat många av Sveriges största skådespelare. Programmet har under 2010-talet även utvecklat ett mastersprogram som erbjuder en fördjupning av ämnet. Varje år söker drygt 800 personer till de 12 årliga utbildningsplatserna i Malmö.

- Konstnärligt kandidatprogram i sceniskt och dramatiskt författande: Sedan 1998 har Teaterhögskolan i Malmö, som enda teaterhögskola i landet, även en utbildning i dramatiskt författande. Från att initialt ha varit ettårig är den sedan 2004 treårig. Programmet fokuserar på kontakten mellan dramatiskt författande och skådespelarens arbetsprocess. Även programmet dramatiskt författande erbjuder ett mastersprogram.

- Teaterns teori och praktik: Ett på tidiga 2010-talet nyskapat program, där fokus ligger i gränslandet mellan teaterkonstens teori och praktik. Programmet har ett utbildningssamarbete med kulturkomplexets Inter Arts Center och Språk- och Litteraturcentrum vid Lunds universitet. Teaterhögskolan i Malmö är enda institution i Sverige som erbjuder utbildningen och även möjlighet till doktorandutbildning.

- Dessutom erbjuds kortare specialkurser inom till exempel filmskådespeleri.

### Stipendium
Genom Lars Passgårds minnesfond utdelar skolan årligen elevstipendier till minne av den tidigare eleven Lars Passgård.

## Alumner, i urval
Alumner från skådespelarutbildningen på Teaterhögskolan i Malmö (efter examensår):
1966:  Gunilla Åkesson, Monica Strömmerstedt, Margareta Olsson, Gunilla Olsson, Hans Ernback, Rolf Larsson 
1967:   Sten Ljunggren, Stig Engström, Barbro Oborg, Christina Hellman, Christer Söderlund, Eva Sjöström, 
1968:  Claire Wikholm,  Thomas Hellberg, Agneta Ekmanner, Conny Larsson, Gustaf Elander
1969: Tomas von Brömssen, Helena Kallenbäck, Lars Humble, Christina Stenius, Magnus Nilsson, Ola Lindegren 
1970: Anders Ahlbom, Johannes Brost, Wallis Grahn, Chatarina Larsson
1971: Anki Lidén, Krister Henriksson, Liselott Lindeborg, Ulla-Britt Norrman, Mats Huddén, Thomas Müller, Pia Garde 
1972: Peder Falk, Peter Hüttner, Anna Godenius, Ingela Sahlin,   
1973: Jan-Erik Emretsson, Magnus Eriksson, Lars Dejert 
1974: Ewa Fröling, Anders Lönnbro, Thomas Engelbrektson, Anders Granell, Åsa Melldahl ,  Ewa Wilhelmsson, Lars-Göran Ragnarsson
1975: Per Eggers, Christian Zell, Li Brådhe, Jan Modin, Susanne Hallvares, Eva Gröndahl
1976:    Angelica Lundqvist, Kenneth Risberg, Rex Brådhe
1977:    Clas Göran Söllgård, Toni Rhodin, Barbro Christenson, Anna Kristina Kallin
1978:    Rolf Lassgård, Anne-Li Norberg, Bill Hugg, Peter Jankert, Susanne Schelin, Tytte Johnsson 
1979:   Philip Zandén, Ann Petrén, Reine Brynolfsson, Moa Myrén, Sven Holm, Dan Bratt, Maria Fahl Vikander, Göran Forsmark, Catherine Hansson
1980:  Johan Ulveson, Lars Göran Persson, Lotta Ramel, Mats Eklund,
1981:  Johan Hedenberg, Anita Nyman, Mats Pontén, Christian Fex, Ninn Persson, José Castro, Cecilia Walton
1982: Lennart Jähkel, Jerker Fahlström, Gustaf Appelberg, Ewa Carlsson, Anna Azcárate, Gustaf Appelberg
1983:  Kicki Bramberg, Anette Norberg, Rikard Bergqvist, Walter Söderlund, Lars Väringer , Mats Qviström, Karin Sjöberg,
1984:  Göran Ragnerstam, Rolf Lydahl, Annika Brunsten,
1985: Cecilia Ljung, Antonio Di Ponziano, Siw Erixon, Jill Ung,  Dick Eriksson,  
1987:  Gerhard Hoberstorfer, Björn Kjellman,  Rikard Wolff, Gunilla Andersson, Ola Isedal, Ulrika Malmgren, 
1988:  Carina Lidbom, Maria Kulle, Duncan Green, Maria Grip, 
1989: Anders Björne, Ulf Friberg,  Michael Nyqvist, Annika Wallin Öberg, 
1990: Morgan Alling, Lasse Beischer, Lena Nylén, Carina Jingrot, 
1991: Åsa Karlin,  Pontus Stenshäll, Peter Parkrud, Conny Vakare, Ann-Charlotte Franzén, Per-Anders Ericson, 
1992: Bengt Einarsson, Sven Ahlström, Lars Arrhed, Katarina Lundgren-Hugg, Fredric Thurfjell, 
1993: Örjan Landström, Harald Leander, Åke Arvidsson, Lisa Lindgren, Bengt Braskered, 
1994: Helena Norén, Martin Birgersson, Henrik Dahl, Cecilia Frode, Malin Wahlström, Emma Norbeck, Fyr Torvald Strömberg, Christer Jonsson, Thomas Lohmander, Anna Takanen 
1995: Richard Kolnby, Petra Brylander, Minna Treutiger, Linus Lindman, Malin Birgerson, Patrik Wiberg, Sofi Ahlström Helleday, Tobias Theorell, Richard Turpin, Åsa Forsblad,  Malena Engström, Fredrik Gunnarsson 
1996: Åsa Persson,  Pelle Hanaeus, Anders Simonsson, Mats Olausson, Sofie Ljungman, Mikaela Ramel, Johan Wikström, Karin Knutsson, Jan Ärfström, Isabelle Moreau, Ulf Lanséus, Cecilia Lindqvist 
1997: Tomas Köhler, Pia Edlund, Håkan Walles, Anna Lyons, Nicklas Gustavsson, Lena Mossegård, Björn Frövenholt, Andreas Kundler, Sofia Berg-Böhm, Malin Lundgren, David Mjönes, Frida Röhl 
1998: Matthias Thorbjörnsson, Fredrik Hiller, Aksel Morisse, Frida Hallgren, Jarinja Thelestam Mark, Dennis Sandin, Hugo Emretsson, Daniel Gustavsson, Franciska Löfgren, Anna Reimar, Anna Littorin, Sara Peterson 
1999: Jonas Hedlund, Robin Keller, Linda Ritzén, Niklas Riesbeck, Gorki Glaser-Müller, Ingela Schale, Thomas Holmin, Kristina Nilsson, Pernilla Göst, Per Larsson, Ludvig Fahlstedt, Livia Millhagen
2000: Anders Carlsson, Caroline Rendahl, Erik Olsson, Hanna Carlander, Jakob Fahlstedt, Jeanna Gustavsson, Johannes Kuhnke, Leif Johansson, Lena Strömberg, Måns Clausen, Monica Wilderoth, Susanne Karlsson 
2007: Joel Kinnaman, Simon J. Berger 
2010: Peter Eggers, Alexandra Drotz Ruhn, David Book, Kajsa Ericsson,  Logi Tulinius, Ulrika Ellemark, Mattias Åhlén, Johanna Rane, Hanna Holmqvist, Iggy Malmborg
2011: Kristoffer Berglund, Sven Boräng, Robert Noack, Emelie Wallberg, Edvin Bredefeldt, Agnes Forstenberg, Jenny Möller Jensen, John Lalér,  Angelica Rad, Kardo Razzazi, Elin Roslund, Johan Stavring,  Marianne Vassbotn Klasson
2015: Electra Hallman
2016: André Christensson, Malin Molin, Alexander Jubell, Frida Stavnes, Wayra Monasterio, Malin Karlsson, Magdi Saleh, Ada Teisbo,  Filip Johansson, Lukas Orwin, Stina Nordberg, Emelie Dimitrakopoulou Sahlén
2017: Gustav Lindh, Tiril Wishman Eeg-Henriksen, Emma Österlöf, Jesper Gester, Johan Marenius Nordahl, Viktor Nyström Sköld